# هانس نیلز آندرسون
هانس نیلز آندرسون (انگلیسی: Hans Niels Andersen؛ ۱۰ سپتامبر ۱۸۵۲ – ۳۰ دسامبر ۱۹۳۷) کارآفرین اهل دانمارک بود.